# Akihiko Matsui
 (juillet 2018).
Si vous disposez d'ouvrages ou d'articles de référence ou si vous connaissez des sites web de qualité traitant du thème abordé ici, merci de compléter l'article en donnant les références utiles à sa vérifiabilité et en les liant à la section « Notes et références ».
Pour les articles homonymes, voir Matsui.
Akihiko Matsui (松井 聡彦, Matsui Akihiko) est un créateur de jeux vidéo japonais spécialisé dans la conception des systèmes de combat.
Il est embauché chez Square au début des années 1990 et commence à travailler sur les combats de Final Fantasy IV (1991) puis Final Fantasy V (1992). En 1995, il est l'un des trois codirecteurs sur le RPG Chrono Trigger, avec Yoshinori Kitase et Takashi Tokita.
Par la suite il travaille sur SaGa Frontier (1997) et Legend of Mana (1999). Au début des années 2000, il travaille sur le système de combat du premier MMORPG de Square, Final Fantasy XI. Il en devient le producteur en 2012 avant d'être remplacé par le réalisateur du jeu, Yôji Fujito, en 2023.

## Liste de jeux
Liste de jeux
- 1991 : Final Fantasy IV, battle designer
- 1992 : Final Fantasy V, battle planner
- 1995 : Chrono Trigger, réalisateur
- 1997 : SaGa Frontier, game data developer
- 1999 : Legend of Mana, game designer, créateur en chef des systèmes
- 2002 : Final Fantasy XI, battle data designer